# 24式重機関銃
二四式重機関銃（中国語: 二四式重機槍）または寧造二四式七九マキシム重機関銃（中国語: 二四式七九馬克沁重機槍）は、国民革命軍の制式重機関銃である。

## 概要
ドイツで開発されたMG08重機関銃のライセンス生産品である。中独合作により、ドイツ兵器局が無償提供した設計図を基に、1915年より金陵兵工廠などが既に生産していたオリジナルのMG08から銃架を三脚架にし、対空射撃を可能にするなどの小改良を加えた物である。1935年（民国24年）に量産型が完成したため、二四式重機関銃と命名された。
漢陽兵工廠で生産されていたブローニングM1917重機関銃とともに国民革命軍、紅軍双方で国共内戦まで使用された。国共内戦後は徐々にソ連から供与されたPM1910重機関銃やSG-43重機関銃（またはコピー品の五三式重機関銃）に置き換えられたが、ベトナム戦争までその姿を見る事ができたという。1960年代には軍から引き揚げられ、民兵の武装用や海外への支援用にまわされた。

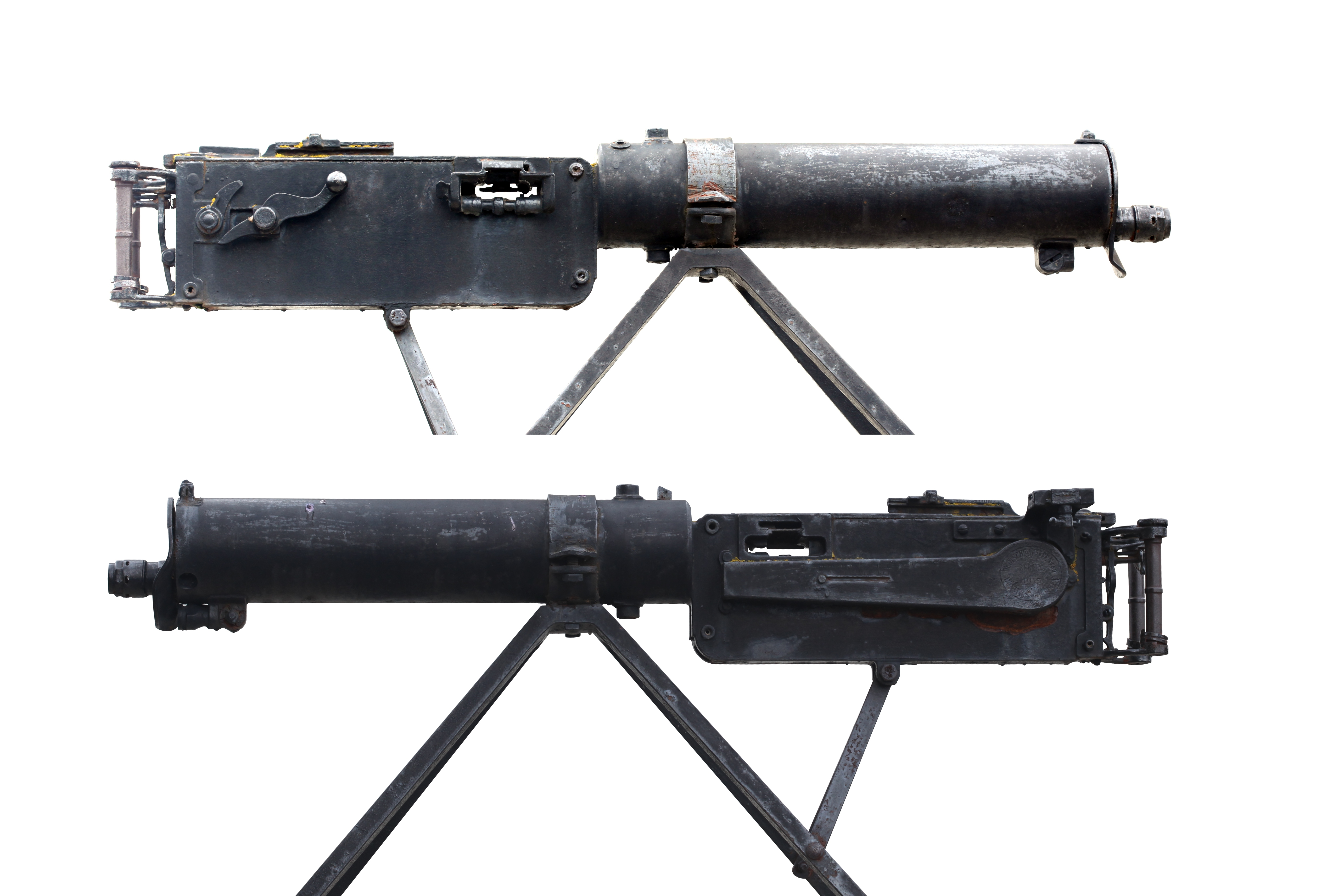
原型となったMG08重機関銃
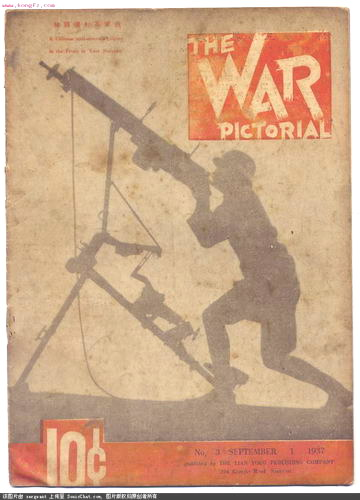
二四式重機関銃を使用し、対空射撃を行う兵士

## 派生型
MG08/18の様にウォータージャケットを外し空冷式に改めた物がある。これは、三六式重機関銃と命名された。
中国人民解放軍（紅軍の後身）は、国共内戦後に二四式重機関銃の使用弾を7.92x57mmモーゼル弾（8mm モーゼル弾）から7.62x54mmR弾に改造して使用した。